# Săceni (gmina)
Săceni – gmina w Rumunii, w okręgu Teleorman. Obejmuje miejscowości Butculești, Ciurari i Săceni. W 2011 roku liczyła 1373 mieszkańców. 